# L'Île aux dames
L'Île aux dames est un roman inachevé et posthume de Pierre Louÿs publié pour la première fois en 1988 aux Éditions 1900.

## Contenu du roman
Ce texte extraordinaire présente à la façon d'un guide historique et touristique un territoire imaginaire, l'île aux dames, situé au large du Cap-Vert. Depuis sa découverte en 1623 l'île est totalement consacrée et gouvernée par la sexualité féminine.
Louÿs présente l'histoire, la géographie (avec même une carte de l'île triangulaire...), la législation et les mœurs de cette île hors du commun. Mais ce sont bien des femmes qui dirigent cette communauté de plaisirs et la Constitution interdit « sous peine de vie d'enlever ou violer femme ou fille ».
Au hasard des pages, on trouve par exemple des listes de noms des villages, les positions amoureuses les plus fréquemment visibles dans les rues, des exemples de petites annonces, les us des « parcs à foutre », la mode, et les habitudes de la cour gouvernée par une reine de 33 ans et son « harem d'amants et de maîtresses ».
Après la présentation très détaillée des habitudes sociales de l'île, le texte suit Fernande, une Française qui vient habiter dans l'île et s'adapte (rapidement) aux mœurs indigènes.